# フィービ・スノウ
フィービ・スノウ（Phoebe Snow、出生名 : フィービ・アン・ローブ〈Phoebe Ann Laub〉、1950年7月17日 - 2011年4月26日）は、アメリカの歌手・作曲家・ギタリストであり、1975年のヒット作「ポエトリー・マン」と「ハーポのブルース」、そしてポール・サイモンの「哀しみにさようなら」での客演で知られている。彼女の歌声は、うなるようなブルース調の低音から4オクターブ以上の音域を持っていると、ニューヨーク・タイムズは表現している。スノウは1980年代から1990年代にかけて、ゼネラル・フーズ・インターナショナル・コーヒー、サロン・セレクティヴス、ストーファーズなどの数多くのアメリカ製品のコマーシャル・ジングルを歌っている。スノウはオーストラリアで1970年後半から1980年代前半にかけて5枚のトップ100アルバムで成功している。

## 生い立ち
フィービ・アン・ローブは1950年にニューヨークで生まれ、デルタ・ブルース、ブロードウェーのショーミュージック、デキシーランド・ジャズ、クラシック音楽、フォーク音楽が四六時中流れる家庭に育った。
害虫駆除業者だった父親のメリル・ローブはアメリカの映画と演劇に関する博覧強記的知識を持っており、さらに骨董品の熱心なコレクター・修復家でもあった。彼女の母リリ・ローブは、マーサ・グレアム舞踏団で演じたこともあるダンス教師だった。スノウはユダヤ人だった。
ニュージャージー州ティーネックで成長し、1968年にティーネック高校を卒業した。
その後、イリノイ州マウントキャロルのシマー・カレッジに進んだが卒業はしなかった。学生時代、スノウは賞品のマーティン000-18アコースティックギターを携えてグリニッジ・ヴィレッジのクラブを渡り歩き、アマチュア・ナイトにギターを弾いて歌った。スノウの芸名はデラウェア・ラッカワナ・アンド・ウェスタン鉄道の宣伝で使われた架空のキャラクターに由来する。絵画および後の写真をい印刷した画像では、若い女性の「フィービ・スノウ」が鉄道の客車の清潔さを強調すべく白いドレスを身に纏っている（当時のラッカワナの機関車は歴青炭よりも煤煙の発生が少ない無煙炭を使用していた）。

## キャリア

### デビューと「詩人」の大ヒット

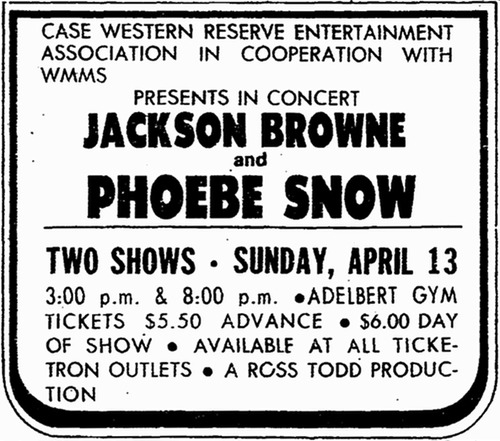
フィービ・スノウとジャクソン・ブラウンが出演した1975年のコンサートの印刷媒体用広告

1972年、ビターエンドクラブでシェルター・レコードをレオン・ラッセルと共同で所有するプロモーション担当重役デニー・コーデルに見出されたスノウは、契約後に初めてのレコーディングをチャーチ・スタジオで行なった。1974年にアルバム『サンフランシスコ・ベイ・ブルース (Phoebe Snow)』をリリースした。ゲストにザ・パースエイジョンズ、ズート・シムズ、テディ・ウィルソン、デビッド・ブロムバーグ、デイブ・メイソンを迎えたこのアルバムは、アメリカ国内で100万枚以上を売り上げ、当時最も評価されたレコードと言われた。
『サンフランシスコ・ベイ・ブルース』はビルボードアルバムチャート・トップ5アルバムにランクインしたのに加え、シングル「ポエトリー・マン (Poetry Man)」がビルボードホット100のトップ5シングルにランクインした。このアルバムでスノウは、グラミー賞の最優秀新人賞にノミネートされた。1975年のヒットシングル「哀しみにさようなら (Gone at Last)」でも共演したポール・サイモンや、ジャクソン・ブラウンとのツアーに同行して前座を務めたスノウは、雑誌『ローリング・ストーン』の表紙にも登場した。同年の人気番組『サタデー・ナイト・ライブ』への出演では、ソロおよびポール・サイモン、リンダ・ロンシュタットとのデュエットを披露した。1975年の出演時、スノウは娘のヴァレリーを妊娠7ヶ月だった。ポール・サイモンのヒット曲「恋人と別れる50の方法」には、ヴァレリー・シンプソン、パティ・オースティンとともにバッキング・ボーカルとして参加した。この曲と「哀しみにさようなら」はともに、サイモンの1975年グラミー賞受賞アルバム『時の流れに』に収録されている。

### 「ポエトリー・マン」以後
シェルター・レコードとの契約のこじれからコロムビア・レコードに移籍したスノウは、1976年にフィル・ラモーンのプロデュースによるセカンド・アルバム『夜の調べ』をリリースした。よりジャジーで内省的なこの作品は1976年7月9日にRIAAにゴールドディスク認定を受けた。よりロック指向のサウンドを目指した『雪模様』がデビット・ルービンソンのプロデュースにより1976年後半にリリースされた。1977年には再びラモーンによるアルバム『薔薇の香り』を発表したが、1978年のアルバム『詞華集』ではバリー・ベケットがプロデュースした。その後、コロムビアを離れたが、このころ重い障害を持つ娘の育児の負担により、音楽活動に力が入らなくなっていったと、のちにスノウは述懐している。1979年、スノウは注目株のギタリストであるアーレン・ロスをリードギタリスト兼音楽監督に採用してアメリカとカナダで広範囲のツアーを行った。ポール・マッカートニーの「エヴリナイト」の1979年1月のカバーは全英シングルチャートで37位に到達した。1981年、スノウはミラージュ・レコードと契約し、ビリー・ジョエルのバンドメンバーとレコーディングした、トップ50ヒットとなった"Games"収録のアルバム『ロック・アウェイ』をリリースした。
1983年のローリングストーン・レコードガイドでは、「同世代の歌手の中でも天性の素晴らしい声を持ち、スタイルとしても技術的にもどんな歌でも歌えるのだが、未だ答えの出ていない問題は、これほどの才能をどの方向に向かわせればいいのか、ということである」と、この時点でのスノウのキャリアが総括されている。
1980年代のスノウは長くレコーディングから遠ざかり、自身も重い病気を患いながら、しばしばAT&Tゼネラル・フーズ・インターナショナル・コーヒー、サロン・セレクティヴス、ストーファーズその他のCMジングルを、病気の娘の養育費用と生活のために歌うっていた。スノウの歌声は米国綿花法人の広告と、同法人の1990年代のThe Fabric of Our Livesキャンペーンにも登場した。1980年代を通して、自身の命に関わる疾病と戦ってもいた。スノウはテレビドラマ『9時から5時まで』の第１シーズンの主題歌を録音した（第2シーズン以降はドリー・パートンのボーカルが使用された）。スノウはNBCの A Different World の第１シーズン（1987年-1988年）でも主題歌を歌った。
1988年、デイヴ・メイスンとデュエットした "Dreams I Dream" が米国のアダルト・コンテンポラリー・チャートで11位に達した。1989年になってスノウはアルバム『サムシング・リアル』で復帰し、さらに数曲のアダルト・コンテンポラリー・チャートにランクインするヒット曲を生んだ。スノウはまた、1980年にデトロイトのWDIV-TVの "Go 4 It!" キャンペーンの作曲も行った。Reading Rainbow 第10話 The Gift of the Sacred Dog でスティーヴ・ホアリックが作曲した "Ancient Places, Sacred Lands" を歌った。このエピソードはポール・ゴーブルによる同名の本をもとにしてしており、俳優のマイケル・アンサラがナレーションを担当した。撮影は1983年にモンタナ州クロウ・エージェンシーで行われた。
スノウは1989年にニューヨーク市のエイヴリー・フィッシャー・ホールのステージで、数ヶ月から発信される5時間のテレビ生中継の『Our Common Future』の一員として出演した。
1990年には、エレクトラ40周年記念アルバム『ルバイヤート』収録曲として、デラニー＆ボニーの「Get ourselves together」を、アース・ウインド&ファイアーのギタリスト、ディック・スミスを従えてカバーした。1992年にはドナルド・フェイゲンの「ニューヨークロック＆ソウルレビュー」ツアーに同行し、同バンドのニューヨーク・ビーコンシアターで録音されたライブ・アルバムにも登場した。
この時期、彼女自身の作品のレコーディングは行われていなかったが、フィービはソロ・アーティストとしてのツアーを、アメリカ、イギリス、ドイツ、初の来日となった日本で行なっている。1990年代を通して、スノウはハワード・スターンのラジオ番組に数度に渡って出演した。特別番組やバースデイ番組では生演奏を披露した。1997年、『ロザンヌ』の最終回のエンディングで主題歌の「ア・カペラ」を歌った
1995年にニューヨーク市のリンカーン・センターでの The Wizard of Oz in Concert: Dreams Come True に参加し、代表的なメドレイ「もしも知恵が：ハートが：勇気があったらな」を歌った。さらに、このコンサートにはジュエル、ジョエル・グレイ、ロジャー・ダルトリー、ジャクソン・ブラウンなどが出演していた。このコンサートのアルバムはライノ・レコードからCD（R2 72405）としてリリースされた。
スノウはPBSの番組 Sessions at West 54th でスノウの「ポエトリー・マン」の独自のバージョンを即興のデュエットで録音したポップグループのザップ・ママに参加した。ハワイのガールグループであるナレオも「ポエトリー・マン」のカバーバージョンを1999年にアダルト・コンテンポラリー・チャートでヒットさせた。
1998年、ニューヨーク市長ルドルフ・ジュリアーニから文化功労賞を授与された。また、ドン・カーシュナー・ロックアワード、ニューヨーク・ミュージック・アワード、複数のプレイボーイ・ミュージック・ポール賞やクリオ賞などを受賞している。1999年にはキャンプ・デービットでアメリカ大統領ビル・クリントン、ヒラリー夫妻およびクリントン内閣の閣僚らを前にパフォーマンスを披露している。
2003年に新曲10曲を納めた14年ぶりとなるオリジナル・アルバム『Natural Wonder』をイーグル・レコードからリリースした。スノウは2008年のハワード・スターンの結婚式で演奏し、さらに映画 Noah's Arc: Jumping the Broom に自分役で特別出演した。スノウの楽曲数曲が同作のサウンドトラックで使用された。2008年発売ののライブ・アルバム Live にはスノウ自身の数多くのヒット曲とともに「心のかけら」のカバーが収録されていた。

## 私生活と死

### 障害を持つ娘の出産と養育
1975年から1978年（「ポエトリー・マン」のヒットと同時期）、スノウはフォークシンガーのフィル・カーンズ（後にゲイであることをカミングアウト）と結婚していた。1975年12月に娘ヴァレリー・ローズを授かったが、この子は生まれながら深刻な脳障害を患っていた。スノウは娘を施設に預けないことを決意し、彼女が2007年3月18日に31歳で亡くなるまで自宅で看病を続けた。この娘の養育が事実上、スノウを音楽業界での輝かしいキャリアから遠ざけることとなった。スノウはボイスレッスンを続け、非公式にオペラを学んでいた。
スノウはニュージャージー州バーゲン郡に居住し、後年は仏教に帰依していた。

### 死去
2010年1月19日にスノウは脳出血を起こして昏睡状態に陥り、血液凝固や肺炎、心不全などの合併症を併発した。2011年4月26日、ニュージャージー州エディソンで、60歳で死去した。

## 日本での出来事
2011年7月、不祥事で閣僚を辞任した松本龍が、会見で「Never Letting Go」（松本は「ネヴァー・レット・ミー・ゴー」と誤って引用）を引き合いに出したことで、フィービ・スノウの名が改めて広く日本国内で知られることになった。

## ディスコグラフィ

### アルバム
| 1974                                                                              | 『サンフランシスコ・ベイ・ブルース』Phoebe Snow      | 4   | 22 | —  | 48 | - US: Gold | Shelter Records |
| 1976                                                                              | 『夜の調べ』Second Childhood                         | 13  | 33 | —  | 71 | - US: Gold | コロムビア      |
| 1976                                                                              | 『雪模様』It Looks Like Snow                         | 29  | —  | —  | 64 |            | コロムビア      |
| 1977                                                                              | 『薔薇の香り』Never Letting Go                       | 73  | 36 | —  | —  |            | コロムビア      |
| 1978                                                                              | 『詞華集』Against the Grain                          | 100 | —  | —  | —  |            | コロムビア      |
| 1981                                                                              | 『ロック・アウェイ』Rock Away                        | 51  | —  | —  | —  |            | ミラージュ      |
| 1989                                                                              | 『サムシング・リアル』Something Real                 | 75  | —  | —  | —  |            |                 |
| 1991                                                                              | The New York Rock and Soul Revue: Live at the Beacon | —   | —  | —  | —  |            |                 |
| 1995                                                                              | Good News in Hard Times (with the Sisters of Glory)  | —   | —  | —  | —  |            |                 |
| 1998                                                                              | I Can't Complain                                     | —   | —  | —  | —  |            |                 |
| 2003                                                                              | Natural Wonder                                       | —   | —  | —  | —  |            | Eagle Records   |
| 2008                                                                              | Live                                                 | —   | —  | 17 | —  |            | Verve Records   |
| "—" denotes a recording that did not chart or was not released in that territory. |                                                      |     |    |    |    |            |                 |

### コンピレーション
- The Best of Phoebe Snow（1981年）
- P.S.（1995年）
- The Very Best of Phoebe Snow（2001年）
- Playlist: The Very Best of Phoebe Snow（2012年）

### シングル
| 年                                                                                   | 曲                                                                                              | チャート最高位 | チャート最高位 | チャート最高位 | チャート最高位 | チャート最高位 | チャート最高位 | チャート最高位 | チャート最高位 | チャート最高位 |
| 年                                                                                   | 曲                                                                                              | US Adult       | US R&B         | US Pop         | UK             | AUS            | CAN            | NZL            |                |                |
| ------------------------------------------------------------------------------------ | ----------------------------------------------------------------------------------------------- | -------------- | -------------- | -------------- | -------------- | -------------- | -------------- | -------------- | -------------- | -------------- |
| 1974                                                                                 | 「グッド・タイムズ」"Good Times (Let the Good Times Roll)"                                      | ―              | ―              | —              | ―              | ―              | ―              | ―              |                |                |
| 1974                                                                                 | 「ポエトリー・マン」"Poetry Man"                                                                | 1              | ―              | 5              | ―              | 60             | 4              | 28             |                |                |
| 1974                                                                                 | 「ハーポのブルース」"Harpo's Blues"                                                             | 20             | ―              | —              | ―              | ―              | ―              | ―              |                |                |
| 1975                                                                                 | 「哀しみにさようなら」"Gone at Last" （ポール・サイモンと共演）                                 | 9              | ―              | 23             | ―              | 95             | 29             | ―              |                |                |
| 1976                                                                                 | 「乾いた愛」"Two-Fisted Love"                                                                   | ―              | ―              | —              | ―              | ―              | ―              | ―              |                |                |
| 1976                                                                                 | 「オール・オーヴァー」"All Over"                                                                | ―              | ―              | —              | ―              | ―              | ―              | ―              |                |                |
| 1976                                                                                 | "Shakey Ground"                                                                                 | ―              | ―              | 70             | ―              | ―              | ―              | 6              |                |                |
| 1977                                                                                 | 「ティーチ・ミー・トゥナイト」"Teach Me Tonight"                                                | ―              | ―              | —              | ―              | ―              | ―              | ―              |                |                |
| 1977                                                                                 | 「ネヴァー・レッティング・ゴー」"Never Letting Go"                                              | ―              | ―              | —              | ―              | ―              | ―              | ―              |                |                |
| 1977                                                                                 | 「ラヴ・メイクス・ア・ウーマン」"Love Makes a Woman"                                            | ―              | 87             | ―              | ―              | ―              | ―              | ―              |                |                |
| 1978                                                                                 | 「イン・マイ・ライフ」"In My Life" （イギリス、オーストラリアおよびニュージーランドでのみ発売） | ―              | ―              | —              | ―              | ―              | ―              | ―              |                |                |
| 1978                                                                                 | 「エヴリ・ナイト」"Every Night"                                                                 | ―              | ―              | —              | 37             | 22             | —              | 6              |                |                |
| 1981                                                                                 | "Games"                                                                                         | ―              | ―              | 46             | ―              | 95             | ―              | ―              |                |                |
| 1981                                                                                 | "Mercy, Mercy, Mercy"                                                                           | ―              | ―              | 52             | ―              | ―              | ―              | ―              |                |                |
| 1981                                                                                 | "Baby Please"                                                                                   | ―              | ―              | ―              | ―              | ―              | ―              | ―              |                |                |
| 1988                                                                                 | "Dreams I Dream" （デイヴ・メイスンと共演）                                                     | 11             | ―              | —              | ―              | ―              | ―              | ―              |                |                |
| 1989                                                                                 | "If I Can Just Get Through the Night"                                                           | 13             | ―              | —              | —              | 85             | 63             | ―              |                |                |
| 1989                                                                                 | "Something Real"                                                                                | 29             | ―              | —              | ―              | ―              | ―              | ―              |                |                |
| "—" ：その地域では発売されたがチャートインしなかったか、発売されなかったことを示す。 |                                                                                                 |                |                |                |                |                |                |                |                |                |

### 共演
- 1975年： 「恋人と別れる50の方法」"50 Ways to Leave Your Lover" （アルバム『時の流れに』) - ポール・サイモン（バックグラウンドボーカルのみの参加）
- 1975年： 「哀しみにさようなら」"Gone at Last" （アルバム『時の流れに』） - ポール・サイモン
- 1975年： 「聖なる歌」"Hymn" （アルバム『愛の余韻（英語版）』 - ジャニス・イアン
- 1976年： "Smile" （アルバム『メロウ・サンボーン（英語版）） - デイヴィッド・サンボーン
- 1977年： 「エヴリバディ・ハズ・ア・ドリーム」"Everybody Has a Dream" （アルバム『ストレンジャー』） - ビリー・ジョエル（バックグラウンドボーカルのみの参加）
- 1978年： "Reelin'" （アルバムOne-Eyed Jack） - ガーランド・ジェフリーズ（英語版）
- 1980年： "Sometimes Love Forgets" （アルバムHot Spot） - スティーヴ・グッドマン（英語版）
- 1982年： "You Really Got a Hold on Me" （アルバム『踊る声（英語版）』） - ボビー・マクファーリン
- 1982年： "Hammer & Nails" （アルバムExperiment in White） - ジャニス・シーゲル（英語版）
- 1982年： "Whether or Not the World Gets Better" （アルバムRoll It album） - ジミー・サルヴェミニ（英語版）
- 1984年： 「グラビティ・エンジェル」"Gravity's Angel" (アルバム（ミスター・ハートブレイク』） - ローリー・アンダーソン（バックグラウンドボーカルのみの参加）
- 1984年： 「イーニー・ミーニー・ミニー・モア」"Eenie, Meenie, Minie, Moe" （アルバム『ヒップ・アート（英語版）） - J・ガイルズ・バンド（バックグラウンドボーカルのみの参加）
- 1984年： 「サンクフル&ソウトフル」"Thankful N'Thoughtful" （アルバム『ナイト・ラインズ』） - デイヴ・グルーシン
- 1984年： 「サムホエア・ビトウィーン・オールド・アンド・ニュー・ヨーク」"Somewhere Between Old and New York" （『ナイト・ラインズ』） - デイヴ・グルーシン
- 1987年： 「ジ・ワン」"The One" (アルバム『アンチェイン・マイ・ハート（英語版）』） - ジョー・コッカー
- 1987年： "Dreams I Dream" （アルバムTwo Hearts） - デイヴ・メイスン（英語版）
- 1990年： 「ドント・ピス・ミー・オフ」"Don't Piss Me Off" （アルバム『ファンク・オブ・エイジズ』） - バーニー・ウォーレル
- 1980年： "Club Soul City" （アルバムScene of the Crime） - キラー・ジョー（英語版）
- 1991年： "Tossin' and Turnin'" （アルバムJohnnie Be Back） - ジョニー・ジョンソン
- 1991年： "Don't Like the Way You Look at My Love" （アルバムRuss Irwin） - ラス・アーウィン（バックグラウンドボーカルのみの参加）
- 1992年： "Knock on Wood" （アルバムThe New York Rock and Soul Revue） — マイケル・マクドナルド
- 1993年： "A Lover's Question" （アルバムPortrait of the Blues） - ルー・ロウルズ
- 1994年： "The Feeling" （アルバムRobotix） - Program 2
- 1993年： "Inner City Blues" （アルバムThe World's Most Dangerous Party） - ポール・シェイファー（英語版）&ロックンロールのパーティ・ボーイズ
- 1993年： "My Emotion" （映画『ユーリ』オリジナル・サウンドトラック・アルバム） - 藤原ヒロシ
- 1996年： "Baby I'm Yours" （アルバムNaked City） - アヴェニュー・ブルー フィーチャリング ジェフ・ゴルブ（英語版）
- 1996年： "Three Little Birds" （アルバムOne World!） - グレゴリー・アボット（英語版）
- 1997年： "People Get Ready" （アルバムLadysmith Black Mambazo & Friends album） - レディスミス・ブラック・マンバーゾ
- 1999年： "Fugitive of Love" （アルバムThe Importance of Being） - アーネスト・コール
- 1999年： "The Best Thing" （アルバムIn My Head） - ロバート・ラム
- 1999年： "Swept Away" （アルバムIn My Head） - ロバート・ラム
- 1999年： "One Too Many Mornings" （アルバム『ポートレイツ・オブ・ボブ・ディラン』） - スティーヴ・ハウ
- 1999年： "Will You Love Me Tomorrow" (Harmony album) - with Will & Rainbow
- 2003年： "For the Love of You" (Harmony album) - with Will & Rainbow
- 2003年： "Trouble in Mind" (Harmony album) - with Will & Rainbow
- 2004年： "B-itch/Dumb A-ss" （アルバムBack In 20） - ゲイリー・U.S.ボンズ（英語版）
- 2008年： "Pray for the USA" （イエス・ウィ・キャン！（英語版）） - マリア・マルダー、平和への祈りの女性の声
- 2009年： "Monkey Around" （アルバムEtruscan Soul） — ロブ・パパロッツィ（英語版）
- 2018年： "Oh Happy Day" （シングルChristmas at the Vatican）- セセ・ペニストン（英語版） & テルマ・ヒューストン（英語版）、おそらく1994年12月16日のパウロ6世記念ホールでの公演の録音

### 複数のアーティストによるコンピレーション
- 1982年： 「9時から5時まで」"9 to 5" （テレビドラマ『9時から5時まで』テーマソング、第1シーズンのオープニング（1982年 - 1983年）） - ドリー・パートンのカバー
- 1989年： "Darling Be Home Soon" （映画『乱暴な目覚め』Rude Awakening サウンドトラック） - ラヴィン・スプーンフルのカバー
- 1990年： "Get Ourselves Together" （アルバム『ルバイヤート』Rubáiyát: Elektra's 40th Anniversary） - デラニー&ボニー&フレンズのカバー
- 1995年： "Merry Christmas Baby" （アルバムWinter Fire & Snow） - ジョニー・ムーアズ・スリー・ブレイザーズ（英語版）のカバー
- 1997年： "Time and Love" （アルバムTime and Love - The Music of Laura Nyro） - ローラ・ニーロのカバー
- 2002年： 「シングル・アゲイン」（アルバムSincerely -Mariya Takeuchi Songbook-） - 竹内まりやのカバー
- 2002年： "Always Here for You" （アルバムOnce in a Lifetime -Mayo Okamoto Songbook-） - 岡本真夜のカバー、原題「Dear...」
- 2003年： "Beams of Heaven" （Shout, Sister, Shout! - a Tribute to Sister Rosetta Tharpe） - シスター・ロゼッタ・サープのカバー
- 2012年： "In My Girlish Days" （....First Came Memphis Minnie） - メンフィス・ミニーのカバー